# Les Fantômes (film)
Pour le groupe de musique, voir Les Fantômes.
Pour plus de détails, voir Fiche technique et Distribution.
Les Fantômes est un film franco-germano-belge réalisé par Jonathan Millet et sorti en 2024. Inspiré des faits réels, il s'agit du premier long métrage du réalisateur,,.
Il est présenté en séance d'ouverture de la « Semaine de la critique », en compétition pour la Caméra d'or, au Festival de Cannes 2024.

## Synopsis
Professeur de poésie, Hamid quitte la Syrie, pour rejoindre une organisation secrète en Allemagne, qui traque les criminels de guerre syriens se cachant en Europe. Il se balade un peu partout, à Strasbourg, à la recherche de son bourreau, dont il n'a jamais vu le visage, qui lui avait fait subir des tortures dans la prison de Saidnaya.
Yara, qui a étudié la médecine en Syrie mais s'occupe d'une boutique de tailleur à Strasbourg, lui donne un tuyau sur l'endroit où se trouve Sami Hanna, l'homme qui le battait brutalement chaque semaine, lui ainsi que d'autres prisonniers civils. Sous le nom de Harfaz, il étudie la chimie à Strasbourg.

## Fiche technique
Sauf indication contraire, les informations mentionnées dans cette section peuvent être confirmées par les bases de données cinématographiques IMDb, Allociné et Unifrance,  présentes dans la section « Liens externes ».
- Titre original : Les Fantômes
- Réalisation : Jonathan Millet
- Scénario : Jonathan Millet et Florence Rochat
- Musique : Yuksek
- Musique additionnelle: Lucas Verreman
- Décors : Esther Mysius
- Costumes : Anne-Sophie Gledhill
- Photographie : Olivier Boonjing
- Son : Nicolas Waschkowski
- Montage : Laurent Sénéchal
- Production : Pauline Seigland
- Coproduction : Julie Esparbes et Nicole Gerhards
- Production associée : Lionel Massol
- Sociétés de production : Films Grand Huit, en coproduction avec Arte France Cinéma (France), Hélicotronc (Belgique) et Niko Films (Allemagne)
- Sociétés de distribution : Memento Distribution (France) ; cineworx (Suisse romande)
- Budget : 3,9 millions €[6]
- Pays de production :  France,  Allemagne et  Belgique
- Langue originale : français, arabe
- Format : couleur – 1.85:1 – son 5.1
- Genre : thriller, drame, espionnage
- Durée : 106 minutes
- Dates de sortie :
  - France : 15 mai 2024 (Festival de Cannes) ; 3 juillet 2024 (sortie nationale)
  - Suisse romande : 10 juillet 2024

## Distribution
- Adam Bessa : Hamid
- Tawfeek Barhom : Harfaz
- Julia Franz Richter (de) : Nina
- Hala Rajab (ar) : Yara
- Safiqa El Till : la mère d'Hamid
- Sylvain Samson : le chef du chantier
- Mohammad Saboor Rasooli : le vendeur afghan
- Faisal Alia : le vieil homme au centre d'accueil
- Pascal Cervo : le conseiller à la préfecture
- Mudar Ramadan : le traducteur à la préfecture
- Marie Rémond : la psychologue
- Dorado Jadiba : Jalal
- Fakher Aldeen Fayad : Herta
- Janty Omat : le volontaire
- Jacques Follorou : le journaliste

## Production

### Développement et genèse
Fin mars 2021, Le Groupe Ouest révèle sa sélection annuelle des jeunes réalisateurs et leur projet de premier long métrage, dont Jonathan Millet qui se penche sur Les Fantômes, un film d'espionnage. Ce film est soutenu au développement et produit par Pauline Seigland pour la société Films Grand Huit, ayant déjà travaillé avec lui sur le court métrage Et toujours nous marcherons (2017), avouant, en octobre, que « cette idée d’un film d’espionnage avec des personnages qui seraient des espions improvisés, dont ce ne serait pas le métier. Cet élément m’a semblé très intéressant car c’est un peu une réinvention du genre en allant vers quelque chose de plus intimiste ». Le scénario est signé Jonathan Millet et Florence Rochat, à partir des faits réels « sur des récits précis et les témoignages de membres de groupes secrets qui traquent en Europe les criminels de guerre syriens », précise le réalisateur. À l'origine, il comptait en faire un documentaire, puis au bout de ses recherches, il découvre « de réseaux souterrains, de chasseurs de preuves, de groupes qui traquent en Europe pendant des mois les criminels de guerre. Je sens qu’il y a là quelque chose de fort qui m'emporte immédiatement. Cette découverte est concomitante avec la parution, en avril 2019, dans Libération de deux articles sur la cellule Yaqaza et la traque du « chimiste » en Allemagne. À partir de cet instant, je veux remonter ce fil, sentant soudain que tout mon travail documentaire en amont va pouvoir prendre corps sur un récit en mouvement. ».
Son budget est de 3,9 millions euros.
En novembre 2022, le réalisateur reçoit le prix à la Création de la Fondation Gan qui le verse d'une aide de 53 000 euros pour son scénario.
Fin janvier 2023, il récolte deux prix pour son scénario, dont l'un du public et l'autre de Fondation Visio, au Festival Premiers Plans d'Angers. En mars, Arte France Cinéma s'y engage en coproduction.
Le film est définitivement terminé le 3 mai 2024.
Durant l'interview avec le CNC, en juin 2024, une question s'est posée : « Qui sont ces « fantômes » ? » et Jonathan Millet répond : « Mon projet était de réaliser un film sur l’invisible, à commencer par l’intériorité d’Hamid, ses traumas, son corps en mouvement… L’invisible représente aussi ces groupes secrets dont personne n’a jamais entendu parler ainsi que ces criminels de guerre pourchassés qui n’ont pas de visage. Le pluriel me permet aussi d’inclure tous les exilés de manière générale, ceux que l’on croise sans les voir. ».

### Attribution des rôles

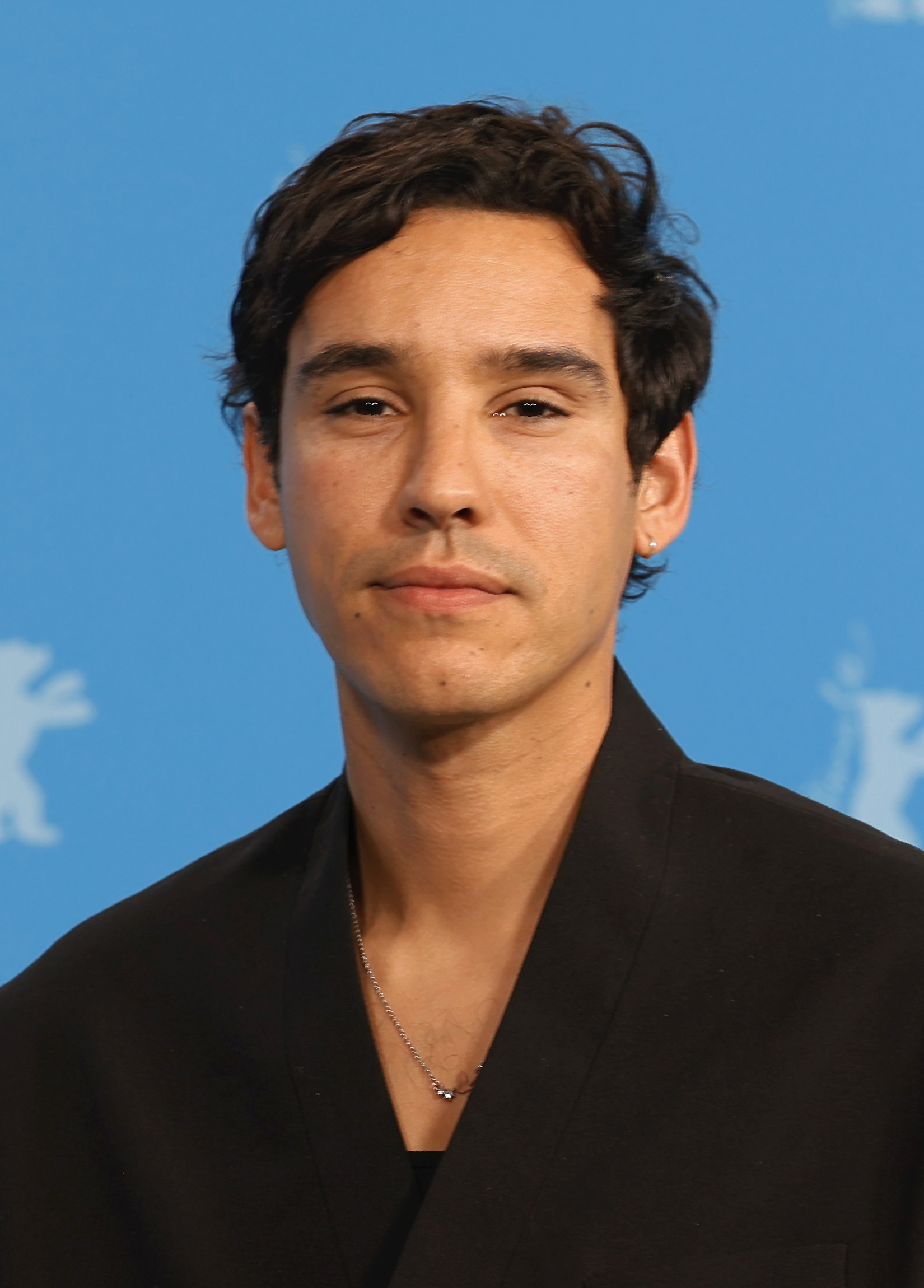
Adam Bessa.

Fin juin 2023, Adam Bessa, Tawfeek Barhom et Julia Franz Richter se sont dévoilés pour interpréter des rôles principaux,.
Dans un entretien avec Le Film français ayant lieu au Festival de Cannes, Jonathan Millet raconte que « le casting a duré plus d’un an », rencontrant des comédiens arabophones dans plus de quinze pays.

### Tournage
Le tournage débute le 3 juillet 2023 à Strasbourg, pour, entre autres, le square Louise-Weiss reconstitué en marché de Noël du quartier de la Petite France,. Il a également lieu en Jordanie, en septembre, pour le Moyen-Orient, le désert, le camp de réfugiés syriens et en Allemagne pour Berlin.
Pendant le tournage, l'équipe a rencontré « quelques difficultés inhérentes » du fait qu'Adam Bessa, Tawfeek Barhom et Julia Franz Richter ne connaissaient pas l'arabe syrien sur lequel ils ont beaucoup travaillé.

### Musique

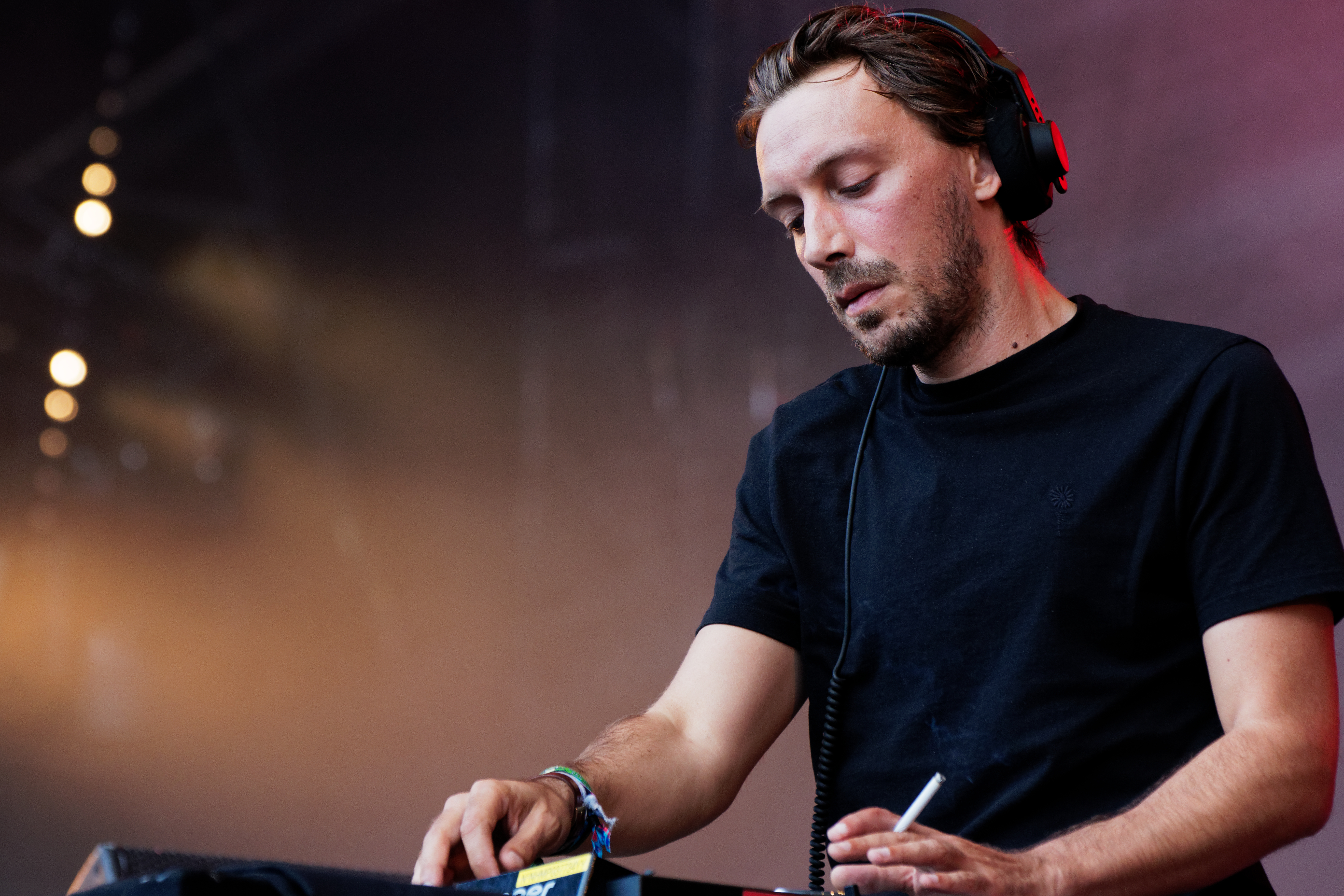
Yuksek en 2018.

La musique du film est composée par Yuksek,.
Liste de pistes
1. Ses Yeux (1:36)
2. Les Fantômes (2:44)
3. Le Sac (2:27)
4. Lui (2:20)
5. Le Couteau (1:51)
6. Tramway (1:34)
7. Mon Deuil (0:53)

## Accueil

### Festival et sortie
Les Fantômes est sélectionné en séance d'ouverture de la Semaine de la critique du Festival de Cannes 2024,. Il a pour date de sortie, le 3 juillet, distribué par Memento dans les salles obscures.

### Accueil critique
Après la projection du film au Festival de Cannes, Margaux Baralon du magazine Trois couleurs souligne que « Jonathan Millet embrasse pour la première fois la fiction et le fait totalement. (…) Les Fantômes impressionne par son rythme d’une implacable précision, cette oscillation permanente entre le doute, l’opaque, et la sortie du brouillard. ». Clarisse Fabre du journal Le Monde assure que « Jonathan Millet ne dévie jamais de sa route : son film d'espionnage ne cède ni au drame ni à la romance, quand bien même Hamid noue des relations. (…) ici la fiction sculpte une terreur invisible, qui ne fait qu’envahir, plan après plan, l’imaginaire du spectateur. ».

## Distinctions

### Récompenses
- Fondation Gan 2022 : prix à la Création[9]
- Festival Premiers Plans d'Angers 2023[11] :
  - Prix du public pour un scénario de long métrage
  - Prix Fondation Visio pour un scénario de long métrage
- Festival La Ciotat Berceau du cinéma 2024 : Lumière d'or[27]
- Festival du film de Jérusalem 2024 : Prix de l'esprit de liberté
- Festival d'El Gouna 2024 : Etoilé d'or et Prix d'interprétation masculine pour Adam Bessa
- Prix Louis-Delluc du premier film 2024

### Nominations
- César 2025 :
  - Meilleur premier film pour Jonathan Millet
  - Meilleure révélation masculine pour Adam Bessa
- Lumières 2025 : 
  - Meilleur acteur pour Adam Bessa
  - Meilleur premier film pour Jonathan Millet
  - Meilleur scénario pour Jonathan Millet et Florence Rochat
  - Meilleure musique pour Yuksek

### Sélections
- Festival de Cannes 2024 : film d'ouverture de la section la Semaine de la critique, en compétition pour la Caméra d'or[28]

### Entretiens
- Fabien Lemercier, « Pauline Seigland – Productrice de Les Fantômes », sur cineuropa.org, 20 octobre 2021.
- Patrice Carré, « Cannes 2024 - Jonathan Millet, réalisateur des "Fantômes " : "Le premier choix c'est de faire un film d'espionnage" », sur Le Film français, 15 mai 2024.
- Patrice Carré, « Cannes 2024 – La production des "Fantômes" racontée par Les Films Grand Huit », sur Le Film français, 15 mai 2024.
- François Reumont, « Olivier Boonjing, SBC, évoque le tournage du film de Jonathan Millet, Les Fantômes », sur AFC, 15 mai 2024.
- [vidéo] « Film présentation - Les Fantômes (Ghost Trail) dir. Jonathan Millet », sur YouTube, 16 mai 2024.
- [vidéo] Semaine de la critique, « Interview - Jonathan Millet, director of Les Fantômes (Ghost Trail) », sur YouTube, 17 mai 2024.
- Léa Dornier, « Jonathan Millet à Cannes : "J'ai utilisé la fiction pour montrer la puissance de témoignages d'espionnage" », sur L'Écho, 18 mai 2024.